# Motala AIF FK
Motala AIF FK, fotbollsklubb inom alliansföreningen Motala AIF från Motala, Östergötlands län. Motala AIF spelar säsongen 2024 i Division 2 Norra Götaland. Hemmamatcherna spelas i vita tröjor och svarta byxor på Motala IP.

## Historia
Motala Allmänna Idrottsförening, MAIF, bildades 29 augusti 1907 med fotboll på programmet från början. Hemmaarenan Idrottsparken invigdes den 22 augusti 1908. 23 maj 1909 spelade Motala AIF sin första fotbollsmatch där de tog emot Linköpings AIK. Matchen slutade 5-1 i hemmalagets favör. Första året kom MAIF att spela cirka 17 matcher, de flesta på Idrottsparken. Man vann också första upplagan av Crusebjörnska vandringspriset i Tranås. 1915 drogs järnvägsspår över Idrottparken som då måste överges. 1916 var första året med någon form av organiserat seriespel då laget anmälde sig till Landsbygdsseriens västra grupp. Avsaknaden av egen hemmaplan skulle efter denna säsong sätta stopp för fotbollsspelande inom MAIF under en tid.
På annandag pingst 1920 invigdes nya Idrottsparken, belägen bara 300 meter från den gamla. Under året tog man plats i den så kallade Östgötaserien. 1925 vann MAIF Östgötaserien och fick då möjligheten att ta klivet upp i Södra Mellansvenskan (tredje divisionen). För första gången väntade nu seriespel mot andra lag än bara de östgötska, nämligen de småländska. 1927 vann MAIF Södra Mellansvenskan en poäng före Jönköpings IS, men valde att tacka nej till avancemang. I föreningens 25-årsskrift går att läsa: ”Förmodligen var det ekonomiska skäl som voro avgörande, varför det fick bliva vid det gamla”. 1930 kom andra seriesegern i Södra Mellansvenskan och nu var man redo att ta klivet upp. Detta innebar föreningens första kvalspel, vilket slutade med förlust. 1932 klarade laget uppflyttning till div. II och lyckades hålla sig kvar som nykomlingar. 1935 var laget tillbaka i div. III. 
1943 vann MAIF åter div. III men förlorade återigen i kvalet. 1949 vann laget sin serie och säsongen därpå vann man sin div. III serie och var 1951 ett lag i div. II (divisionen under Allsvenskan). 1957 vann man sin serie. I kvalet till allsvenskan vann laget mot Örgryte IS där sista matchen i Motala drog 12 863 personer. Men efter en förlängd säsong slutade laget sist i allsvenskan 1958 med ett publiksnitt på 6 500 personer.
1963 degraderades laget till division III där man stannade till 1975 då man återigen kvalificerade sig till Division II, där man dock bara höll sig ett år. 1980 blev det degradering till Division IV men de var åter i division III 1982. 1986 kvalificerade laget sig till den nya Division II, då tredje divisionen. 1988 vann man sin serie och spelade 1989 i Division I som man föll ur 1992 för att 1995 åter vara i Division I. 1999 gjordes seriesystemet om och laget fick börja om i Division II, men kvalificerade sig redan 2 000 för Division I, men kom sist i serien.
2004 återfanns laget i Division III för att 2007 vara tillbaks i Division II och vann det året serien.
2009, 2011, 2014-2015 spelade laget i Division I och åren däremellan i Division II

### Säsongshistorik[2]
| Säsong | Nivå | Division   | Sektion            | Position |
| ------ | ---- | ---------- | ------------------ | -------- |
| 2001   | 2    | Superettan |                    | 16       |
| 2002   | 3    | Division 2 | Östra Götaland     | 9        |
| 2003   | 3    | Division 2 | Östra Götaland     | 12       |
| 2004   | 4    | Division 3 | Nordöstra Götaland | 3        |
| 2005   | 4    | Division 3 | Nordöstra Götaland | 1        |
| 2006   | 4    | Division 2 | Mellersta Götaland | 4        |
| 2007   | 4    | Division 2 | Mellersta Götaland | 1        |
| 2008   | 3    | Division 1 | Södra              | 6        |
| 2009   | 3    | Division 1 | Södra              | 12       |
| 2010   | 4    | Division 2 | Östra Götaland     | 1        |
| 2011   | 3    | Division 1 | Södra              | 14       |
| 2012   | 4    | Division 2 | Östra Götaland     | 4        |
| 2013   | 4    | Division 2 | Södra Svealand     | 1        |
| 2014   | 3    | Division 1 | Södra              | 4        |
| 2015   | 3    | Division 1 | Norra              | 14       |
| 2016   | 4    | Division 2 | Södra Svealand     | 9        |
| 2017   | 4    | Division 2 | Södra Svealand     | 5        |
| 2018   | 4    | Division 2 | Södra Svealand     | 4        |
| 2019   | 4    | Division 2 | Södra Svealand     | 2        |
| 2020   | 3    | Division 1 | Södra              | 15       |
| 2021   | 4    | Division 2 | Södra Svealand     | 1        |
| 2022   | 3    | Division 1 | Norra              | 7        |

## Färger och klubbmärke
Vad gäller färgerna så var den allra första dräkten man spelade i en blå- och vitrandig tröja med tillhörande svarta byxor. Tröjans färger var ett erkännande till spelarna som nästan uteslutande kom från IFK Motala, en förening MAIF hade slukat. Några år senare hade man bytt färger, de svarta byxorna var kvar men nu hade man en helgul tröja. Denna stod sig fram till 1917 då MAIF stod utan både fotbollsplan och lag. När man väl gjorde comeback så gjorde man det i svart tröja med vita byxor, och sedan följde en lång rad byten.
1920: Blå tröja, svarta byxor
1921: Svart tröja, gröna byxor
1922: Svart- och vitrandig tröja, gröna byxor
1923: Blå- och vitrandig tröja, svarta byxor1924: Röd- och svartrandig tröja, svarta byxor
Året hade blivit 1925 när MAIF äntligen hittade rätt, då introducerades nämligen den kombination som har använts sedan dess: vit tröja, svarta byxor.
Vad gäller klubbmärket så har även det genomgått sina transformationer. Till en början hade föreningen faktiskt inget märke alls och det skulle dröja till 28 augusti 1913 innan man tog beslut om att skaffa ett sådant. Detta utfördes i silver av guldsmed Linderoth och var tydligt influerat av dåtidens stadsvapen med en halva innehållande två gripar, den andra med en propeller korsad av två ving-besmyckade spiror och där emellan en balk innehållande föreningens initialer. Ovanpå klubbmärket vilade ett torn. Det finns inga anteckningar som förklarar färgfördelningen, men det är rimligt att tro att även dessa kopierade stadsvapnet. Detta klubbmärke användes aldrig på tröjorna utan det första emblem vi hittar på en MAIF-tröja är något helt annat. 
Vid 1920 hade MAIF nyligen fått tillbaka ett fotbollslag efter att under ett par år stått utan, detta då Motala Verkstads IS gick upp i föreningen. Nu syntes ett emblem av enklare snitt som egentligen var en direkt kopia av det emblem MVIS under sin korta levnadstid hade använt på sina tröjor, med bokstäverna utbytta. Det bestod av en vit bård med vita bokstäver på svart bakgrund som i var sitt väderstreck förkunnade föreningens initialer. Varför man inte fortsatte använda emblemet är oklart, men på framtida lagfoton ser vi andra matchtröjor och alla utan emblem. 
I mars 1927 får MAIF ett nytt klubbmärke, och det är samma klubbmärke som fortfarande används. Medlemmen Artur Cederborg fick i uppgift att utföra det med direktiven att både bård och bokstäver skulle vara i blåsvart ton. Inte heller det nuvarande klubbmärket har sett likadant ut genom åren. Små förändringar som att datumet för grundandet har tillkommit, det har synts med och utan gulddetaljer, gått från mjukare till skarpare bokstäver och så vidare.

## Idrottsparken
En dryg månad efter bildandet hade MAIF fått tillstånd av Göta Kanalbolag att anlägga en idrottsplats mellan kanalbanken och järnvägsstationen. När ordförande Sten Schale anhöll om ett bidrag på 500 kronor till bygget vid ett möte med Motala socken kommunfullmäktige stötte han på motstånd från olika håll och fick lämna mötet tomhänt. Bland annat resonerades kring att ”mer än 50 procent av idrotten är osund”. 
Den 8 maj 1908 påbörjade man dock anläggandet med hjälp av egna medel, och det räckte en bit. Till slut fick man ansöka om ett lån vid Motala Sparbank på 2500 kronor för att kunna färdigställa Idrottsparken. Invigningen kunde sedan ske den 22 augusti samma år, dvs. ett knappt år efter bildandet av MAIF. Landshövding Greve Ludvig Douglas invigningstalade inför en flaggparad, musikorkester och flera tusen nyfikna Motalabor som hade dykt upp. Idrottsparken beskrivs några veckor senare i tidningen Nordiskt Idrottslif enligt följande: ”Denna synnerligen vackert belägna idrottsplats torde vara en af de bästa på samma gång som den är en af de nyaste i Sverige. Idrottsplatsen ligger väl skyddad för blåst och är omkransad af rik löfskog”.
Glädjen skulle dock bli kortvarig, redan efter sju år stod det klart att Mellersta Östergötlands Järnvägar hade beslutat att dra nya spår mellan Motala och Linköping, och att dessa spår var tvungna att dras tvärs över Idrottsparken. Protesterna från MAIF hjälpte inte och nu följde några tuffa år där en idrottsförening skulle hållas igång utan en idrottsplats att utöva sina idrotter på. 
Efter nya diskussioner med Göta Kanalbolag kom man överens om en ny mark för Idrottsparken, 300 meter norrut där den också ligger idag. I början av 1917 skulle arbetet med den nya Idrottsparken ta sin början och kunde sedan invigas på annandag pingst 1920. Invigningstalare byrådirektör Lindencrona konstaterade i sitt tal att ”Det ligger åratal av arbete och seg energi bakom framskapandet av denna charmanta idrottsplats”.
Efter många år har MAIF äntligen ett hem, och denna gång skulle det inte få ruckas på även om Idrottsparken under åren skulle komma att utvecklas. 1927 lägger Carolus Widén fram en motion om att ändra namnet till Platenvallen, detta röstas dock ned med 24 mot 9 i Idrottsparkens favör och 1929 inköps och uppförs paviljongen på nuvarande läge. 
1933 får huvudläktaren äntligen tak men redan 1945 brinner den ned, troligtvis till följd av överhettning av skorstenen till bastun som använts kvällen innan. En lustig händelse efterföljde branden, då Motala stads överkonstapel Herman Käll plötsligt överlät utredningsarbetet till Sven Johansson, överkonstapel i Motala socken. Anledningen var att man hade konstaterat att branden började i bastun, belägen i Motala socken. Gränsen mellan Motala stad och Motala socken gick längs mittlinjen och rakt genom läktaren!
Fem år senare uppförs en ny huvudläktare och inför den Allsvenska vårsäsongen 1958 uppförs en ståplatsläktare för 2000 personer under tak. Sommaren 2014 invigs en helt ny huvudläktare sedan den gamla från 50-talet bedömts som undermålig. Den nya läktaren har plats för 1200 sittande under tak.  

## Spelare

### Spelartrupp
| Nummer      | Land      | Spelare                 | Födelsedatum      | Kom från            | Moderklubb     |
| Målvakter   | Målvakter | Målvakter               | Målvakter         | Målvakter           | Målvakter      |
| ----------- | --------- | ----------------------- | ----------------- | ------------------- | -------------- |
| 22          | Sverige   | Benjamin Machini        | 11 september 1996 | Sollentuna FK       | Djurgårdens IF |
| 30          | Sverige   | Noah Nylander           | 13 juni 2003      | Jönköpings Södra IF | Motala AIF FK  |
| -           | Sverige   | Gustav Leijon           | 9 augusti 2001    | Örebro SK           | Motala AIF FK  |
| Försvarare  |           |                         |                   |                     |                |
| 3           | Sverige   | Lukas Eek               | 8 mars 1998       | Assyriska IK        | Bankeryds SK   |
| 4           | Sverige   | Elmer Civgin            | 16 augusti 1997   | Linköping City      | Motala AIF FK  |
| 5           | Sverige   | Isak Hellgren Villegas  | 12 augusti 2001   | IFK Haninge         | Älvsjö AIK     |
| 12          | Sverige   | Axel Qvist              | 26 januari 2001   | Motala AIF U        | Borensbergs IF |
| 21          | Sverige   | Ali Riyadh Majeed Saedi | 2 januari 2003    | Mjölby AI           | Linköping FF   |
| 23          | Sverige   | Abdulla Qasem           | 29 juli 2006      | Motala AIF U        | Motala AIF FK  |
| 24          | Sverige   | Tarik Hamza             | 23 februari 1997  | IF Sylvia           | Hageby IF      |
| 44          | Sverige   | Albin Ödberg            | 10 april 1997     | Örebro Syrianska IF | Lekebergs IF   |
| Mittfältare |           |                         |                   |                     |                |
| 6           | Sverige   | Max Pettersson          | 7 oktober 2003    | Västerås SK         | USA            |
| 7           | Sverige   | Ivan Rako               | 3 januari 1997    | Heerenveen          | Motala AIF FK  |
| 8           | Sverige   | Liridon Silka           | 17 juli 1990      | Östers IF           | LSW IF         |
| 10          | Sverige   | Valon Silka             | 13 mars 1993      | LSW IF              | LSW IF         |
| 11          | Sverige   | Kevin Ali               | 4 november 1998   | FC Stockholm        | AFC United     |
| 15          | Sverige   | Adam Kosovic            | 2 november 2003   | Borens IK           | Motala AIF FK  |
| 16          | Sverige   | Youssef Khaled          | 20 juli 2003      | IF Elfsborg         | Linköping City |
| 17          | Sverige   | Alen Zahirovic          | 19 oktober 2002   | Östers IF           | Hovshaga AIF   |
| 18          | Sverige   | Oliver Blomdahl         | 25 juni 2000      | IK Sleipner         | IFK Motala     |
| 20          | Sverige   | Abduwahab Adam          | 10 januari 2006   | Motala AIF U        | Motala AIF FK  |
| 25          | Sverige   | Simon Karlsson          | 25 maj 1996       | Motala AIF U        | BK Zeros       |
| Anfallare   |           |                         |                   |                     |                |
| 14          | Sverige   | Granit Hana             | 28 juli 2003      | Jönköpings Södra IF | Motala AIF FK  |
| 27          | Sverige   | David Burubwa           | 23 november 2001  | Västerås SK         | IFK Mariestad  |
| 99          | Sverige   | Majkel Bagir            | 4 januari 2000    | IFK Stocksund       | Syrianska FC   |

### Kända spelare
- Liridon Silka
- David Leinar
- Erik Moberg
- Mikael Rosén
- Sharbel Touma
- Gösta Löfgren
- Milenko Vukcevic
- Samuel Wowoah
- Noel Brotherston
- Miikka Kajander
- Gints Gilis